# Кожагаппар
Кожагаппа́р (каз. Қожағаппар) — село у складі Таласького району Жамбильської області Казахстану. Входить до складу Беріккайнарського сільського округу.
У радянські часи село називалося Отділення № 4 совхоза Майтобинський або Октябр.
Населення — 237 осіб (2021; 1117 у 2009, 559 у 1999, 324 у 1989).